# Louis Chevrolet
Louis Joseph Chevrolet (25 de diciembre de 1878 – 6 de junio de 1941) fue un piloto de carreras suizo y cofundador de Chevrolet junto a William Crapo Durant. Chevrolet tuvo diferencias con Durant en 1914 y le vendió su parte de la compañía. La compañía fue fusionada a General Motors de Durant.

## Biografía

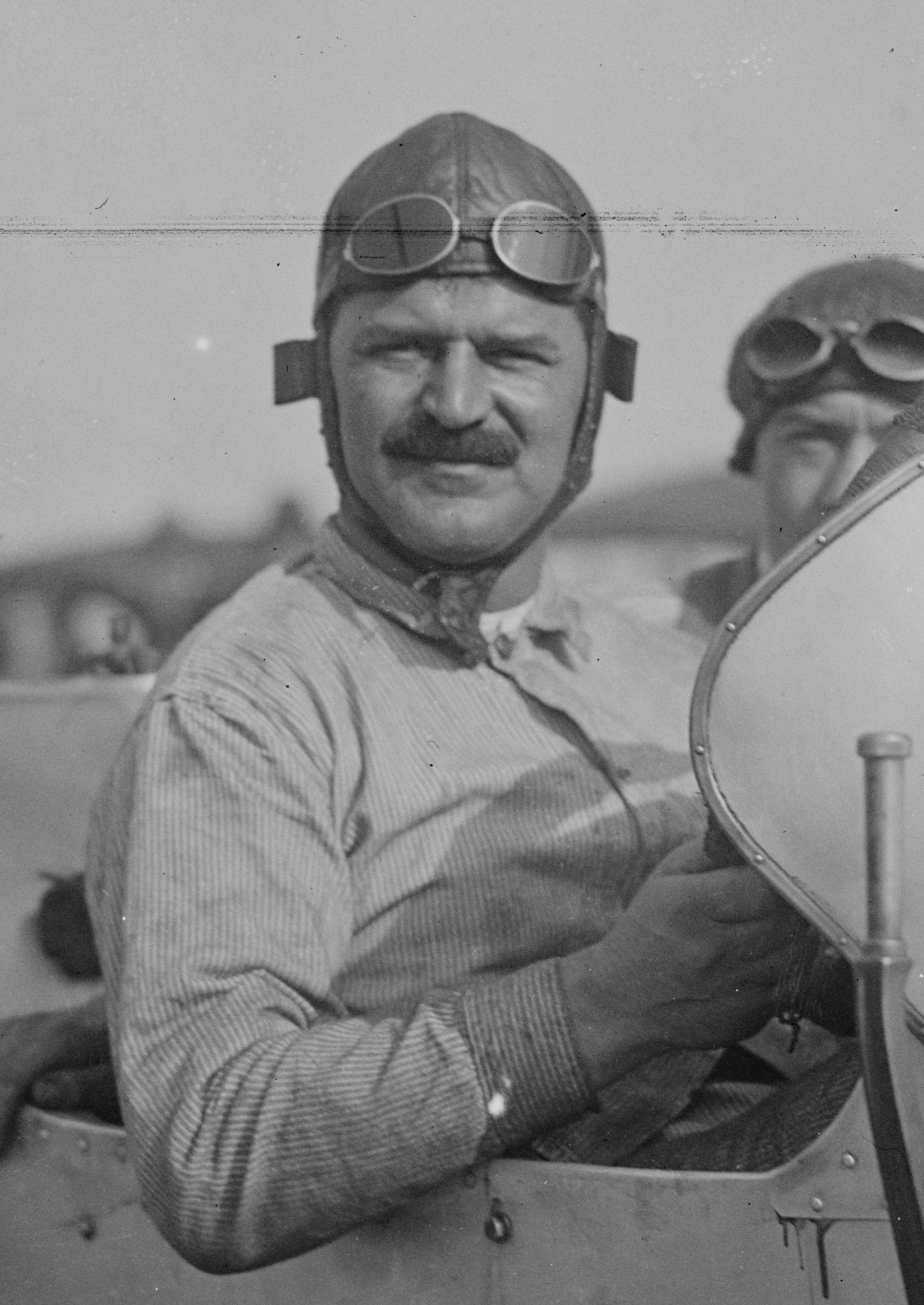
Louis Chevrolet

La infancia de Chevrolet y su juventud están bien documentadas. Nació el día de Navidad de 1878 en La Chaux-de-Fonds en la parte francófona de Suiza. Pasó la infancia en el pequeño y tranquilo pueblo de Bonfol, que sigue siendo una pequeña ciudad donde el único recordatorio de su hijo famoso es una placa conmemorativa.
Cuando Louis tenía nueve años cuando su familia se mudó a Beaune en Francia. Allí, el padre de Louis abrió una relojería, pero el negocio no le fue bien. Por ello Louis se puso a trabajar a la edad de once años para apoyar a la familia. Encontró empleo en el taller de bicicletas Roblin, donde aprendió los fundamentos de la mecánica. Estuvo reparando bicicletas, hasta que un día lo enviaron al "Hôtel de la Poste” para reparar un triciclo de vapor que pertenecía a un estadounidense.
El estadounidense, cuyo triciclo había reparado hábilmente Chevrolet, no era ni más ni menos que el multimillonario Vanderbilt.[¿cuál?] Al ver el talento que había demostrado el joven mecánico, Vanderbilt animó a Louis a ir a América: ¡“Allí tenemos trabajo para ti!”[cita requerida]
No puede confirmarse si este rumor es cierto.

### El sueño de ser estadounidense
Al principio, Chevrolet se fue a París, en ese entonces el centro europeo de la producción de automóviles. En el taller de Darracq, Louis aprendió los fundamentos del motor de combustión interna. Posteriormente, puede ser que haya trabajado para Hotchkiss y Mors. Con las ganancias se costeó el viaje a Canadá, donde encontró empleo como chófer y mecánico durante unos meses. Desde allí, se mudó a Nueva York y fue empleado como mecánico por un emigrante suizo, William Walter. Un poco después, Chevrolet se afilió a la subsidiaria estadounidense de la famosa De Dion-Bouton.
En 1902, la subsidiaria De Dion Bouton cerró y Chevrolet se quedó sin empleo. Lo que era claramente un revés en su carrera resultó ser una ganancia en un nivel personal: como chófer para la familia Treyvoux conoció a su futura esposa, Suzanne. Las campanas de boda sonaron en Nueva York en julio de 1905 y la pareja tuvo dos hijos: Charles, que nació 1906, y Alfred en 1912.
En 1905, Chevrolet comenzó a trabajar con Fiat, pero otra vez no duró mucho tiempo. Un año más tarde se mudó a Filadelfia para trabajar para Walter Christie. Mientras tanto, la fascinación de Louis por los motores había alcanzado otra dimensión: llevado con la noción de velocidad, se convirtió en piloto de carreras.
En la fábrica de Christie fue designado primer ayudante para desarrollar un nuevo coche de carreras basado en un concepto completamente nuevo: la tracción delantera.

### “El francés atrevido”
El 16 de julio de 1895, el “Journal de Beaune” había relatado una carrera ciclista, cuyo ganador fue el intrépido Louis Chevrolet. Aproximadamente diez años después, Chevrolet participó en su primera carrera motorizada, las "Three Miles" en Nueva York, durante la que alcanzó una velocidad máxima de 109.7 km/h, un récord mundial.
En el mismo año, Chevrolet construyó su primer automóvil de carreras, el cual alcanzó los 119 mph (191,5 km/h), consiguiendo así otro récord mundial. Mientras sus hermanos Arthur y Gastón también compitieron, Louis generalmente llegaba en primer lugar.
A pesar de sus éxitos, Chevrolet pagó un precio por sus carreras de auto. Celebrado en la prensa estadounidense como “El francés atrevido”, estuvo casi tres años en camas de hospital a consecuencia de varios accidentes. Cuando su hermano más joven, Gastón, murió después de un accidente de carreras, Louis nunca más se montó en un automóvil de competición.

### Fundación de la Compañía
Los éxitos de Chevrolet como piloto de carreras influyeron en su carrera. El mercado de los automóviles en auge y sus astutos inversionistas comenzaron a notar a aquel suizo audaz e innovador, y entre ellos estaba William Durant (1861-1947), el financiero de Boston. Los dos se conocieron mientras Chevrolet pilotaba autos de carrera para Buick.
Solo un poco después, en 1911, Durant y Chevrolet fundaron la “Chevrolet Motor Car Company” en Detroit. Durant, quien antes había fundado “General Motors” en 1908, era un personaje enigmático. Sus biógrafos lo retrataron como un industrial carismático de principios del siglo XX, tan encantador como elegante, un entusiasta y un aventurero, no solo en términos de finanzas.
Un año después de crear la “Chevrolet Motor Car Company”, se fabricó el primer automóvil Chevrolet: el Classic Six en Detroit. El “Baby Grand” de cuatro cilindros, el “L Light Six” y el “Royal Mail” le siguieron.
Los cuatro coches mostraron la firma distintiva de Chevrolet, y si no hubiera sido por la "cigar fight” entre Chevrolet y Durant en 1914, el suizo habría ayudado probablemente a diseñar otros numerosos autos para la compañía. Los coches producidos entre 1911 y 1914 fueron los únicos inspirados y hechos personalmente por Chevrolet.

### La decisión de construir vehículos en serie
Cuando los dos fundadores de la compañía, Durant y Chevrolet, habían establecido su empresa en 1914, se produjo una discusión. Durante unas vacaciones de Chevrolet, Durant había reestructurado la compañía para concentrarse en coches más económicos que competirían con los fabricados por Ford. Chevrolet tomó esto como un insulto, ya que él siempre había estado interesado en construir “coches de velocidad con alta potencia” y otros modelos exclusivos. Entonces vendió sus acciones y abandonó la compañía.
Durant había tomado una decisión fundamental que ha influido en la marca de Chevrolet hasta el día de hoy. Institucionalizó la marca como un sinónimo para coches de calidad económicos.
Mientras la marca de Chevrolet se desarrollaba rápidamente a lo largo de las líneas establecidas por Durant, Louis Chevrolet regresó a su pasión.

### Últimos años
Su interés se centraba en diseñar coches modernos para participar en carreras. Para lograr este objetivo fundó “Frontenac Motor Corporation” en 1914. En un ambiente económico difícil fabricó el primer Frontenac en serie, la obra maestra de la industria de automóviles estadounidense en 1920. En 1926, él y su hermano Arthur crearon una nueva compañía, “Chevrolair 333“, que comenzó a desarrollar un motor de avión ligero. La compañía fue liquidada después de disputas entre los dos hermanos.
Sin más preámbulos, Louis fundó “Chevrolet Air Car Company” en Indianápolis, que tuvo que cerrarse al poco tiempo a consecuencia de la crisis económica. Su último gran golpe lo dio en 1932 al desarrollar un motor en estrella de 10 cilindros. Chevrolet solicitó una patente para el motor, pero cuando el registro llegó en 1935, Chevrolet ya no tenía la fuerza para crear otra compañía. Sin embargo, otra vez trabajó como mecánico, como lo hizo a principios de su carrera, en la planta de producción de Chevrolet en Detroit.
Pese a que Chevrolet estaba afuera de la compañía desde hace años, Durant mantuvo su apellido como marca de la empresa debido a que su fonética afrancesada era bien vista por los compradores.
El dinero obtenido por la venta de acciones fue invertido por Louis en una nueva empresa llamada Frontenac Motor Comp., que más tarde se vincularía con la Stutz Motor Company y junto con su hermano Arthur se dedicaron a la manufacturación de cabezales de cilindros para el Ford T, trabajando también para la industria aeronáutica.
Frontenac quebró en la depresión económica de 1922, dedicándose a partir de entonces exclusivamente a fabricar motores aeronáuticos hasta 1927, fecha en que volvieron a quebrar. La depresión de 1930 lo obligó a emplearse en la Chevrolet como mecánico, pero agobiado por problemas financieros, su salud se resintió, a lo que se añadieron varias tragedias familiares.
Estas situaciones lo llevaron a la muerte en una absoluta soledad y pobreza en 1941, completamente olvidado, a causa de una congestión alcohólica.
Su exsocio, con los 16 millones producidos en 1916 por las ventas obtenidas con los Chevrolet, recompró las acciones de GM, dirigiendo nuevamente la corporación hasta que en 1920 se vio de nuevo al borde de la ruina al caer sus acciones de US$400 a US$12. Esta vez Durant sería definitivamente expulsado de GM. Como aventurero continuó especulando con inversiones en nuevas empresas en quiebra hasta la caída de la bolsa de Nueva York en 1929, que lo eliminó definitivamente del sector del automóvil. Se retiró a los 69 años, falleciendo en 1947.